# Oglasa
Oglasa är ett släkte av fjärilar. Oglasa ingår i familjen nattflyn.

## Bildgalleri

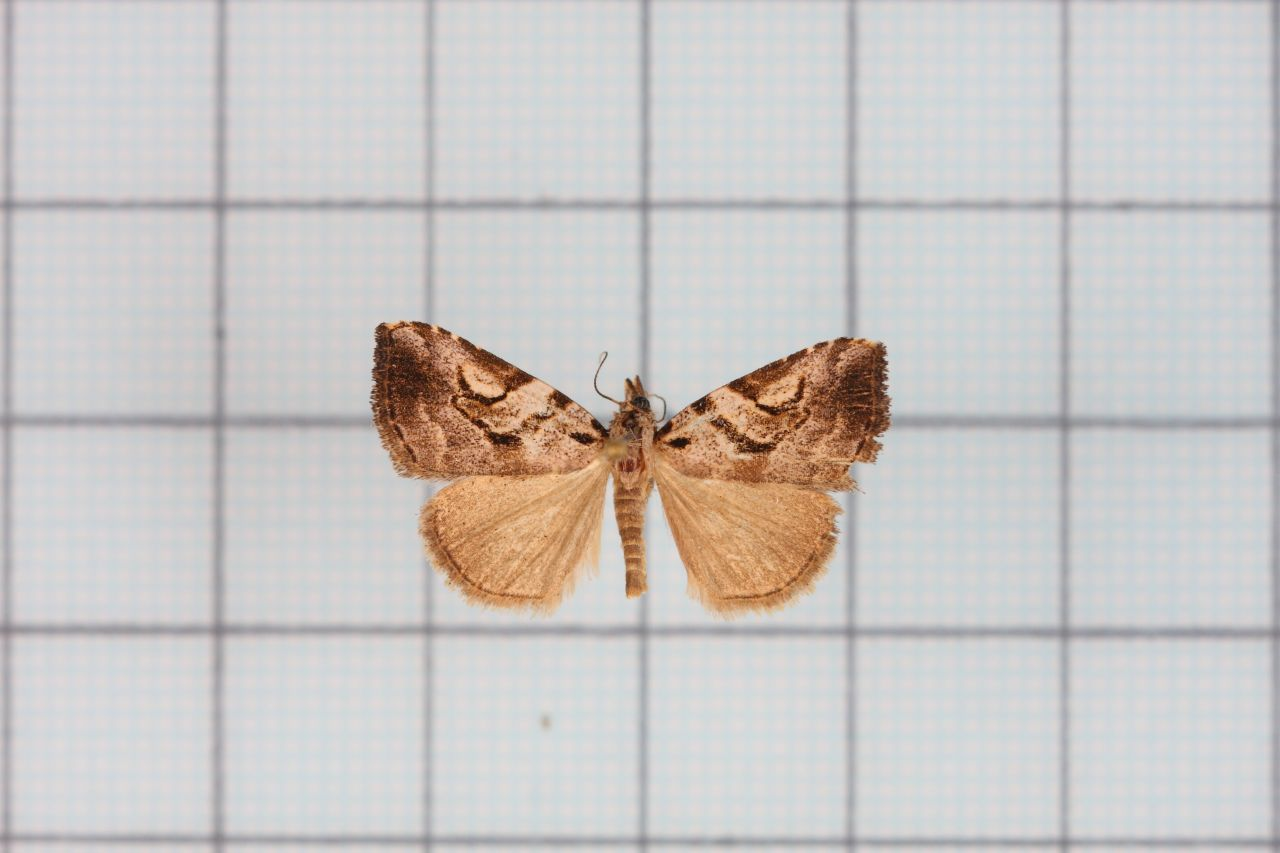
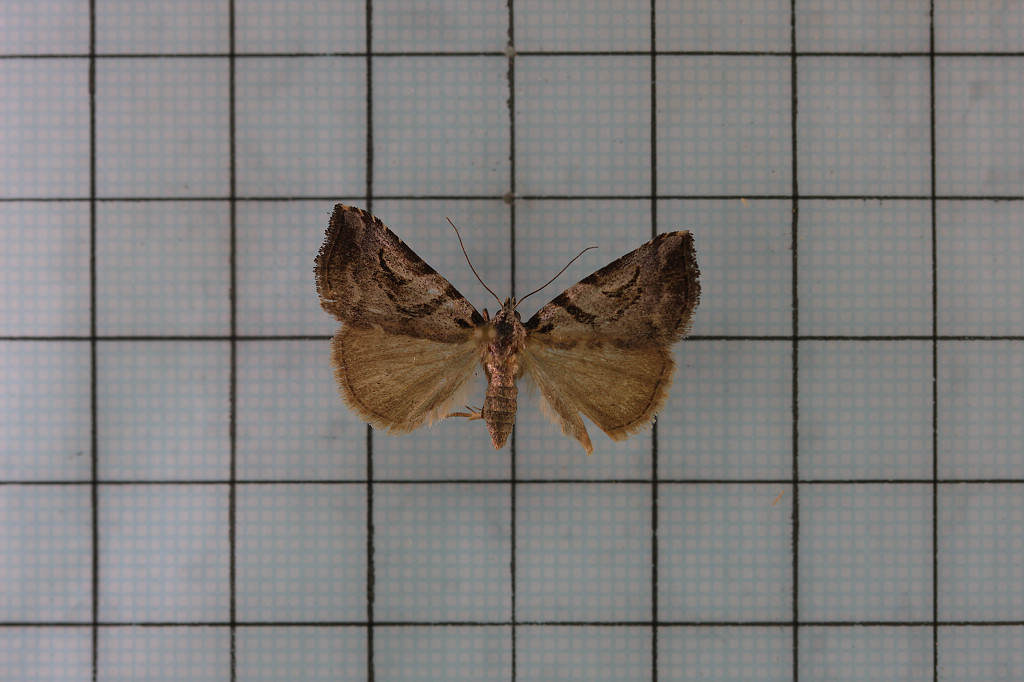

## Dottertaxa tillOglasa, i alfabetisk ordning[1]
- Oglasa annulisigna
- Oglasa ansorgei
- Oglasa apicalis
- Oglasa arcuata
- Oglasa aroa
- Oglasa atristipata
- Oglasa aulota
- Oglasa bifidalis
- Oglasa bisignata
- Oglasa calimanii
- Oglasa captata
- Oglasa chavenei
- Oglasa clearchus
- Oglasa closteroides
- Oglasa collenettei
- Oglasa confluens
- Oglasa connectens
- Oglasa consanguis
- Oglasa contigua
- Oglasa cornuta
- Oglasa cosmiodes
- Oglasa costimaculata
- Oglasa costiplaga
- Oglasa costisignata
- Oglasa defixa
- Oglasa dia
- Oglasa diagonalis
- Oglasa diasticta
- Oglasa dufayi
- Oglasa ecclipsis
- Oglasa fulviceps
- Oglasa fusciterminata
- Oglasa griselda
- Oglasa hollandi
- Oglasa holophaea
- Oglasa hypenoides
- Oglasa iselaea
- Oglasa junctisigna
- Oglasa lagusalis
- Oglasa lunifera
- Oglasa maculata
- Oglasa maculosa
- Oglasa malagasy
- Oglasa mediopallens
- Oglasa microsema
- Oglasa nana
- Oglasa niloticus
- Oglasa notabilis
- Oglasa obliquilinea
- Oglasa ochreobrunneata
- Oglasa ochreovenata
- Oglasa ozela
- Oglasa pachycnemis
- Oglasa parallela
- Oglasa phaeonephele
- Oglasa plagiata
- Oglasa pomona
- Oglasa prionosticha
- Oglasa purpureotincta
- Oglasa renilinea
- Oglasa retracta
- Oglasa rufimedia
- Oglasa rufoaurantia
- Oglasa sambawana
- Oglasa separata
- Oglasa sordida
- Oglasa stygiana
- Oglasa tamsi
- Oglasa tessellata
- Oglasa trigona
- Oglasa umbrosa
- Oglasa xanthorhabda